# Thal (Bad Pyrmont)
Thal ist ein Ortsteil der Kurstadt Bad Pyrmont im niedersächsischen Landkreis Hameln-Pyrmont. 

## Geografie und Verkehrsanbindung
Der Ort liegt im östlichen Teil des Stadtgebietes von Bad Pyrmont an der Landesstraße L 429 und an der Emmer. Südwestlich verläuft die L 426. 

## Eingemeindungen
Am 1. Januar 1973 wurde die bis dahin selbständige Gemeinde Thal eingegliedert.